# Лувин-Натуралисте
Национальный парк Лувин-Натуралисте (англ. Leeuwin-Naturaliste National Park) — национальный парк в штате Западная Австралия, расположенный в 267 км к югу от столицы штата Перта. Площадь парка составляет 190,92 км². Парк назван по двум мысам на обоих оконечностях парка, где есть маяки, — мыса Луин и мыса Натуралисте. Парк расположен в графствах Огаста-Маргарет-Ривер и Басселтон и считается самым посещаемым из всех национальных парков Западной Австралии. В период с 2008 по 2009 год парк посетили 2,33 млн человек.

## Описание
Парк располагает крупными лесами эвкалипта разноцветного и Eucalyptus marginata, а также содержит обширную сеть пещер, некоторые из которых доступны для посещения.
Изрезанная береговая линия простирается на 120 км от северной оконечности Бункер-Бэй до Огасты на южной оконечности и имеет много интересных особенностей, включая гранитные образования, скалистый остров Шугарлоаф-Рок и Канал-Рокс. В прибрежной зоне также много пляжей с популярными местами для серфинга.

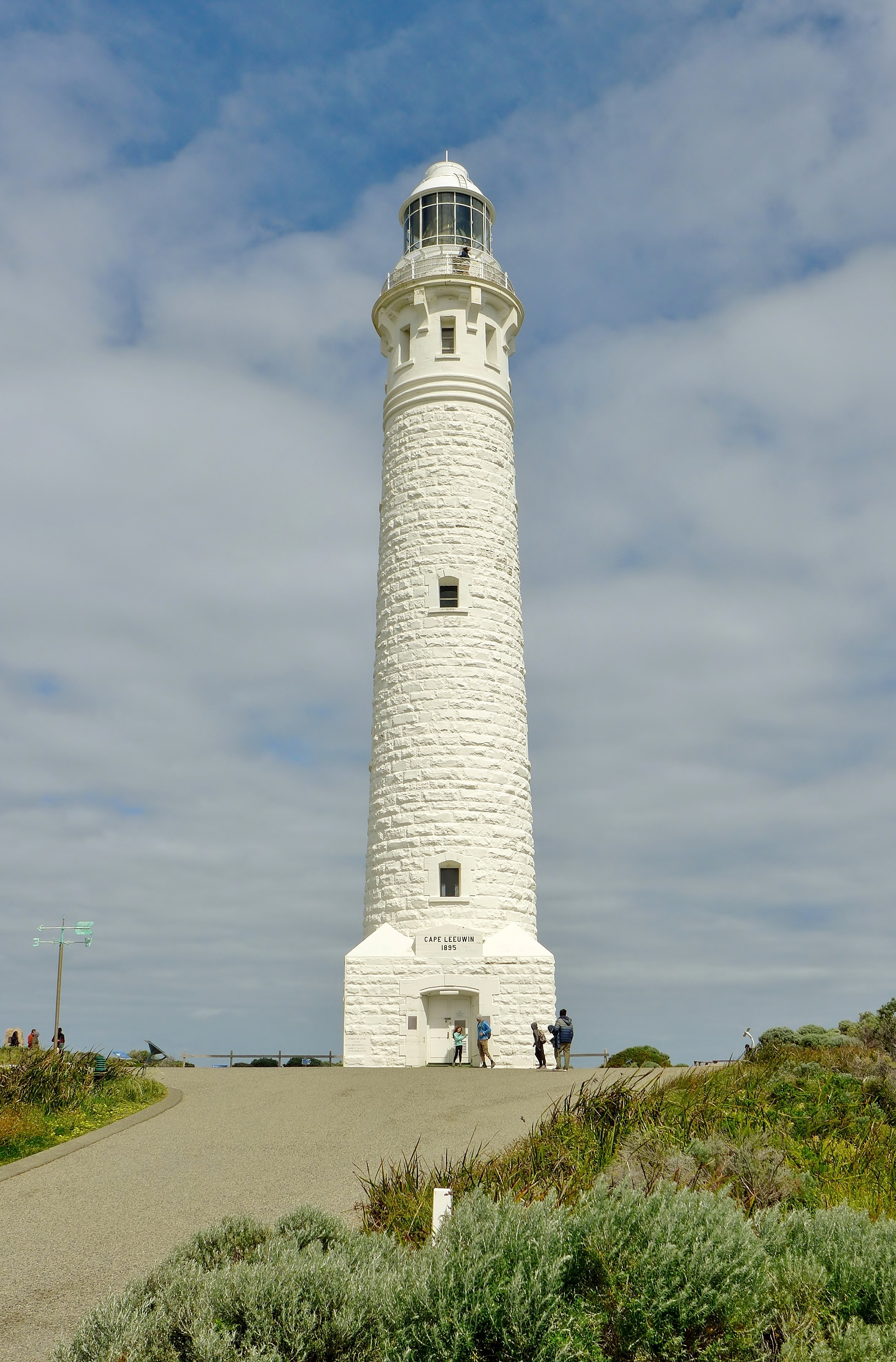
Маяк на мысе Луин
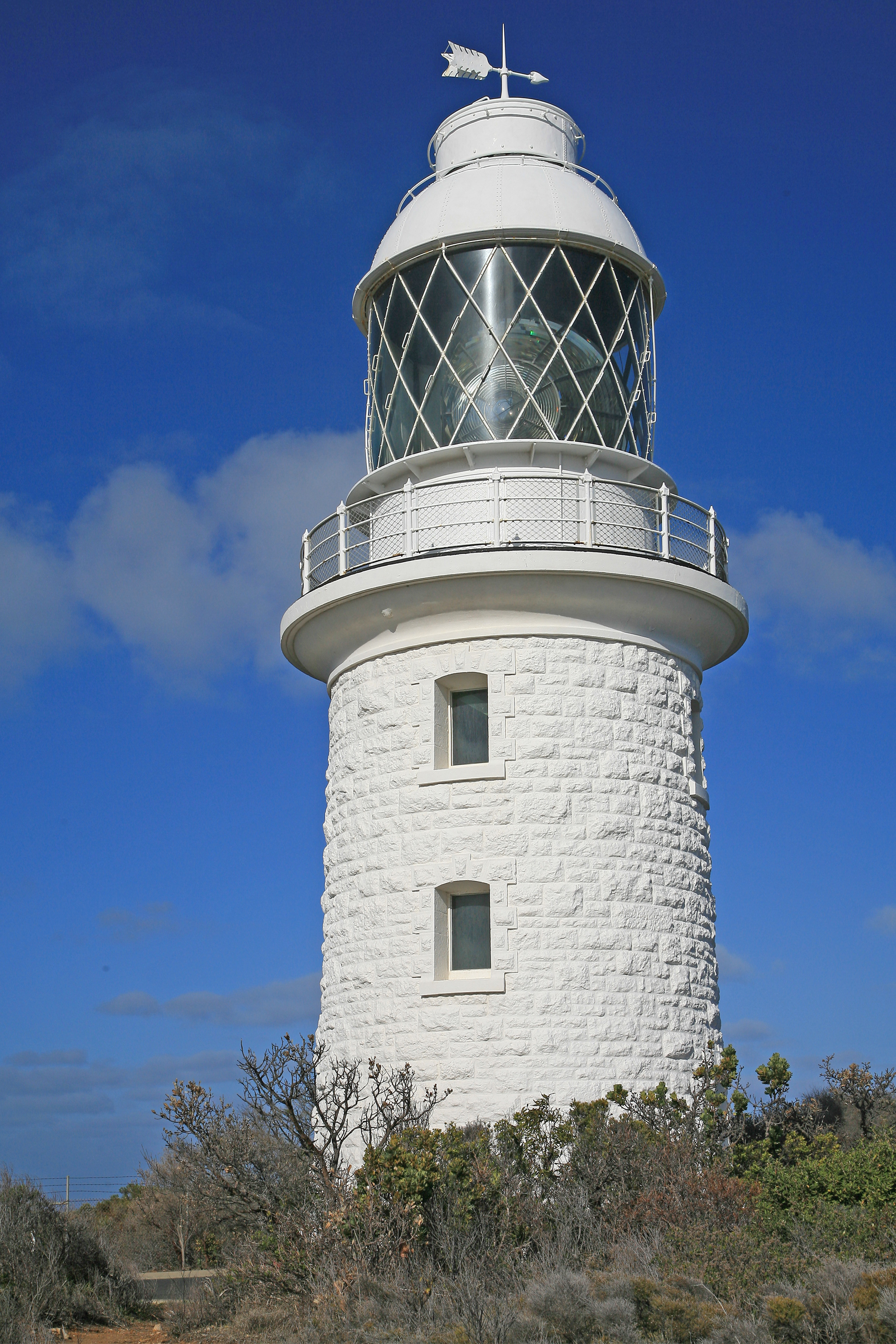
Маяк на мысе Натуралисте
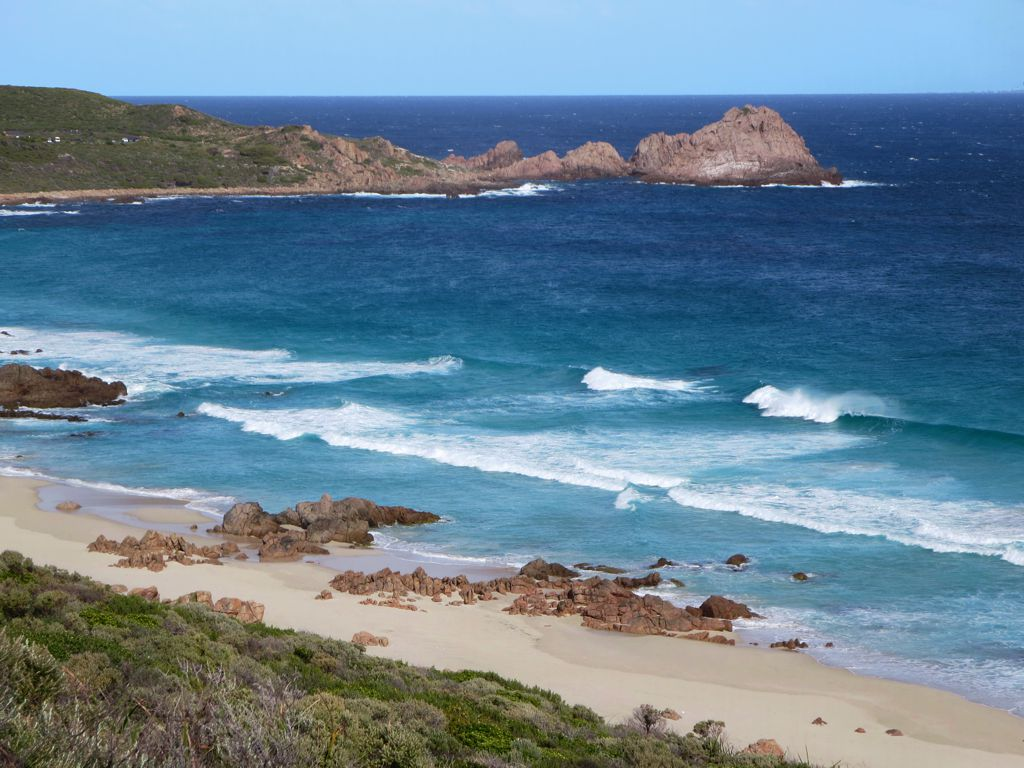
Шугарлоаф-Рок
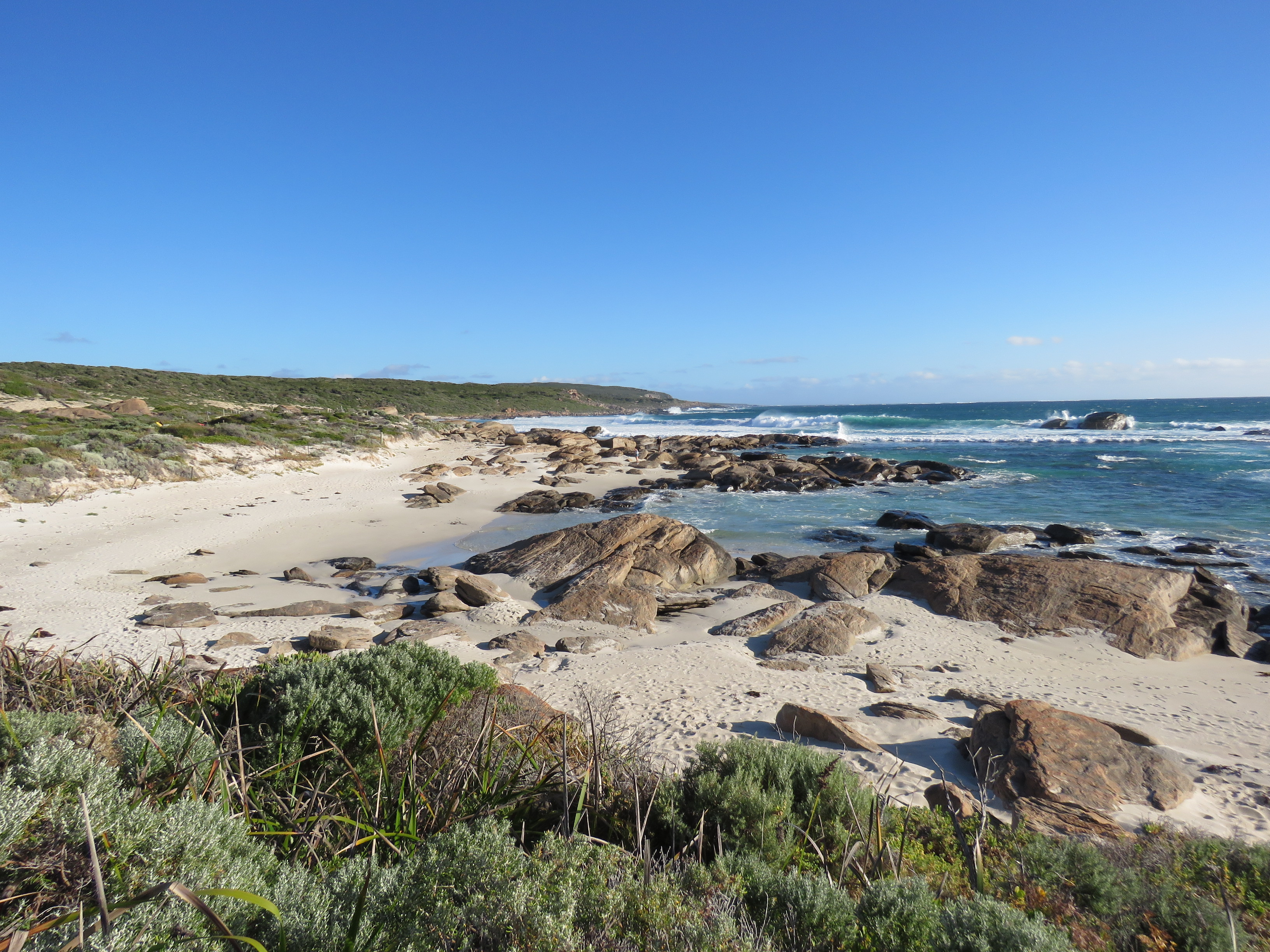
Редгейт-Бич

## Флора и фауна
Растительность, встречающаяся в парке, варьирует от прибрежной пустоши вдоль береговой линии, которая переходит в большие участки деревьев Agonis flexuosa, банксии и леса эвкалипта разноцветного.
В парке обитает большое количество видов птиц, в том числе множество морских птиц, Stagonopleura oculata, Eopsaltria georgiana, скальный травяной попугайчик и эму. Здесь обитают такие млекопитающие, как малый бандикут, западный серый кенгуру, Pseudocheirus occidentalis и перчаточный валлаби.

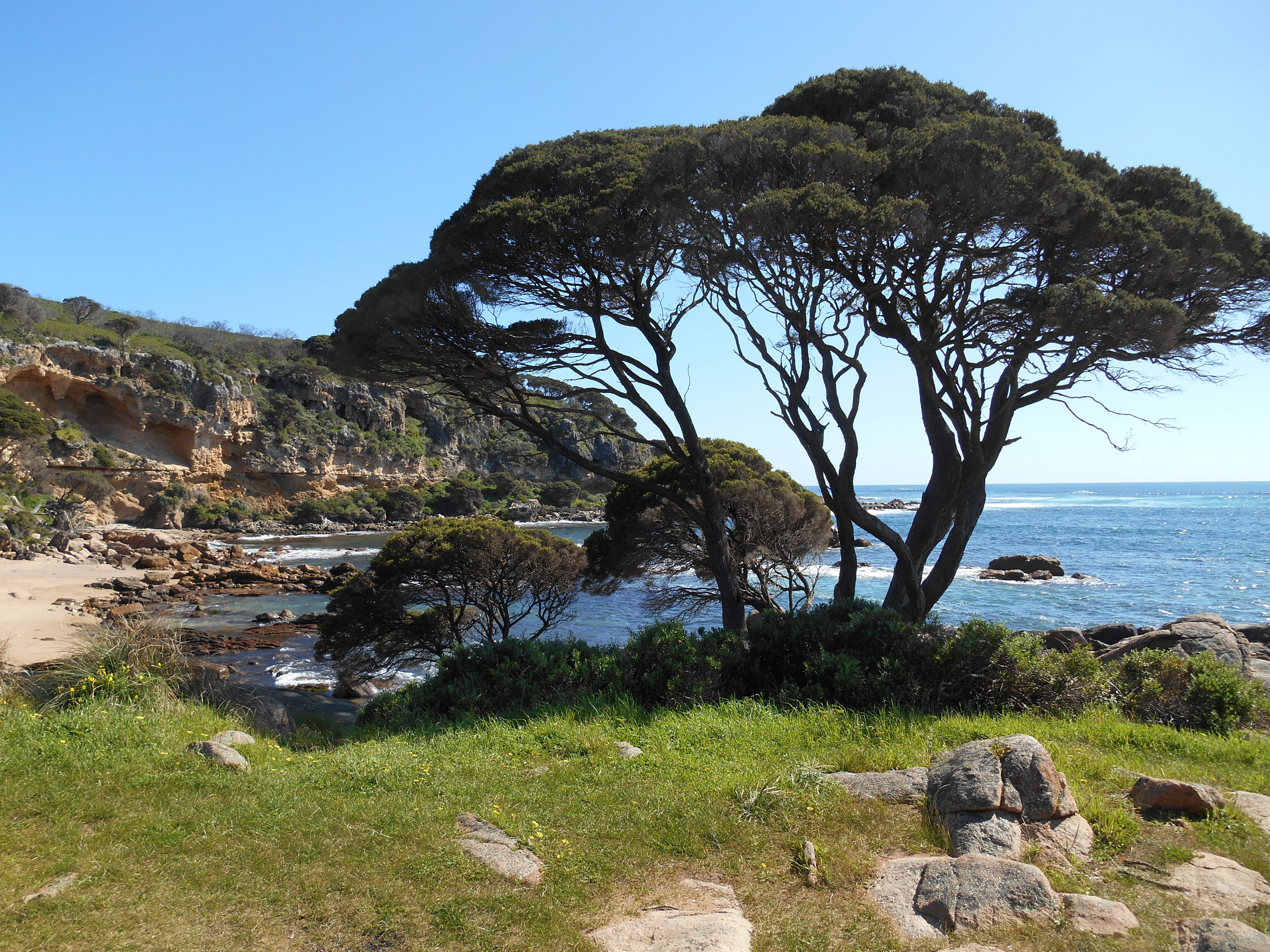
Побережье
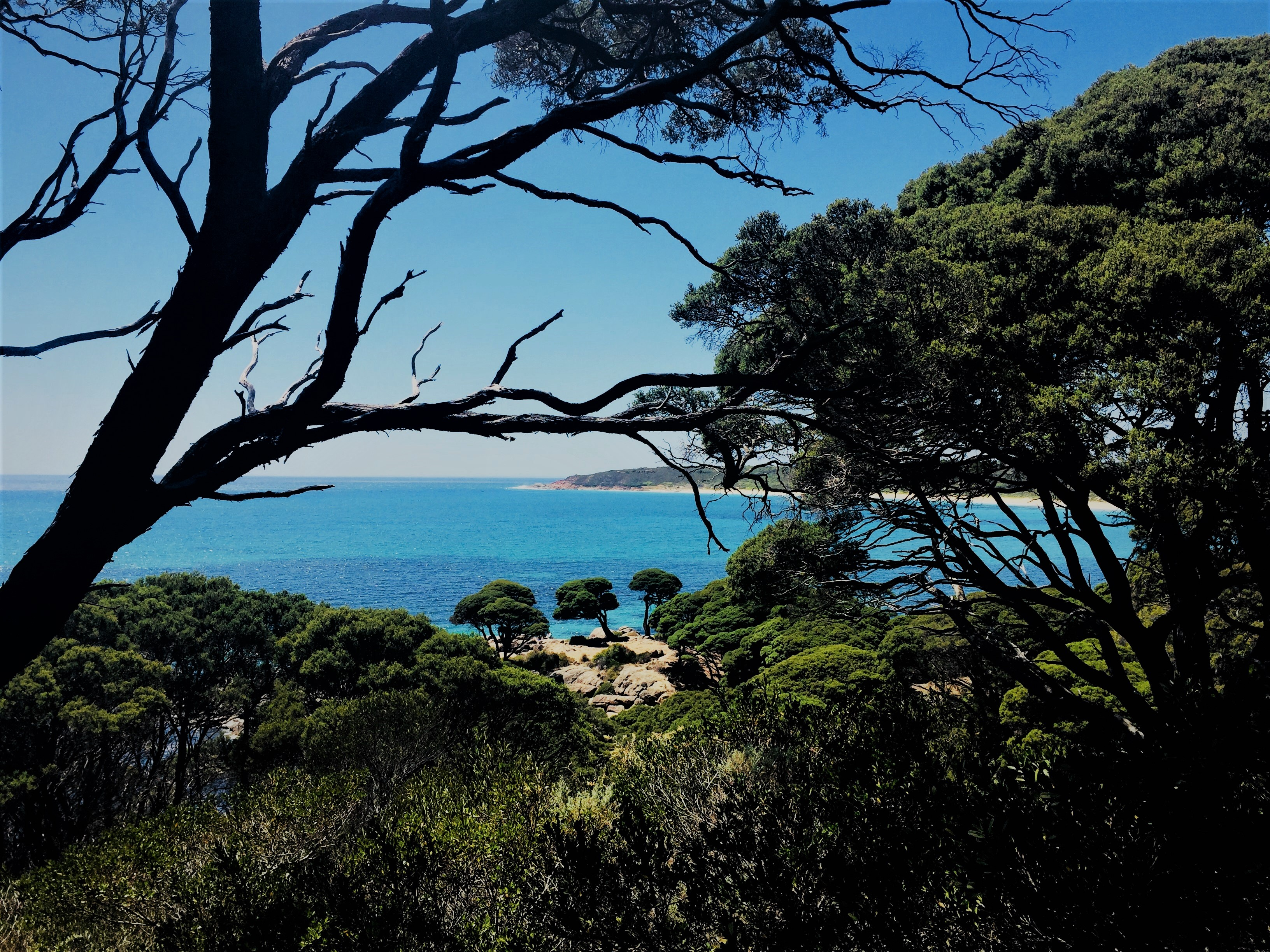
Банкер-Бей
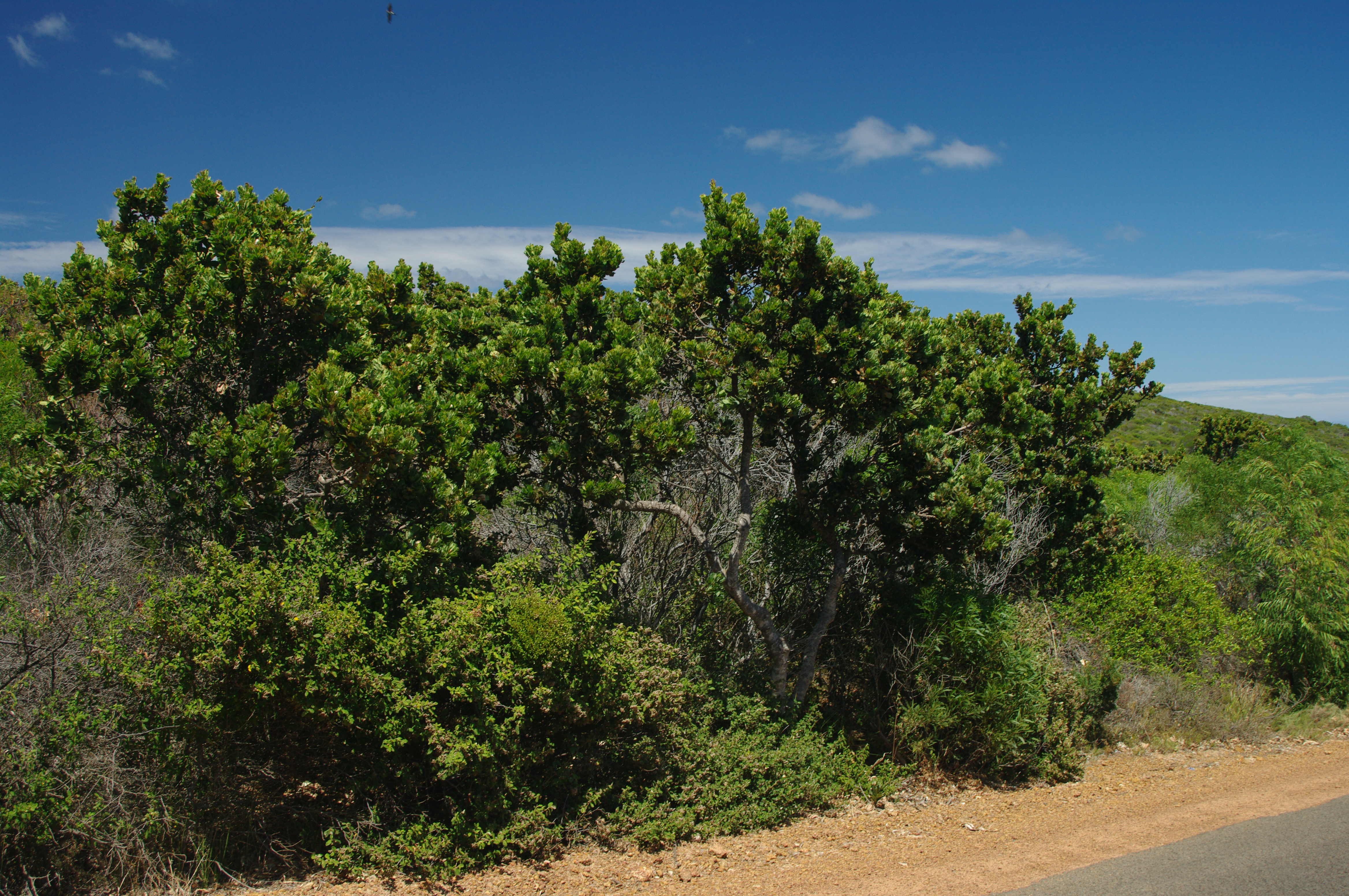
Banksia sesselis
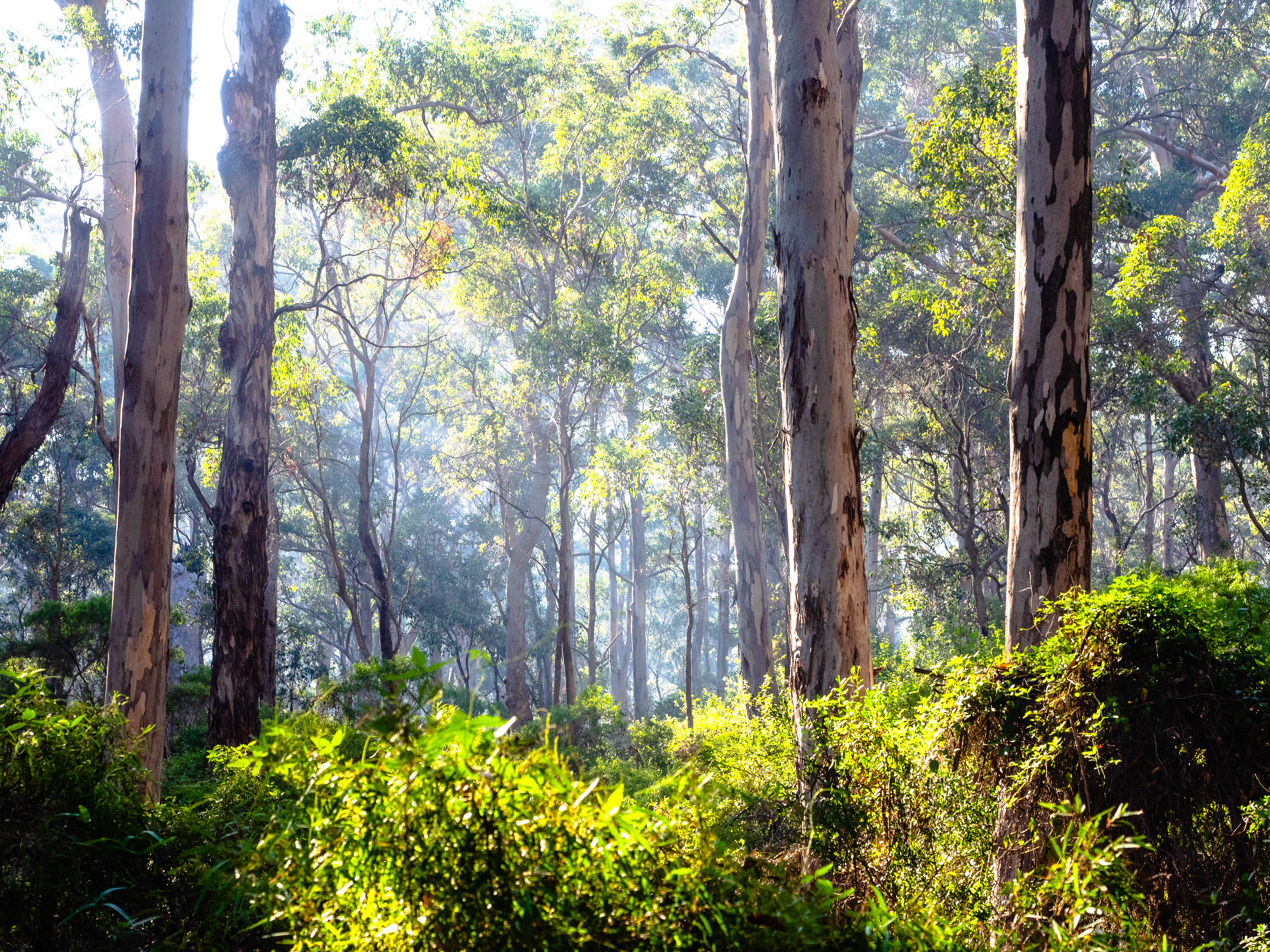
Лес эвкалипта разноцветного

## Хребет Лувин-Натуралисте

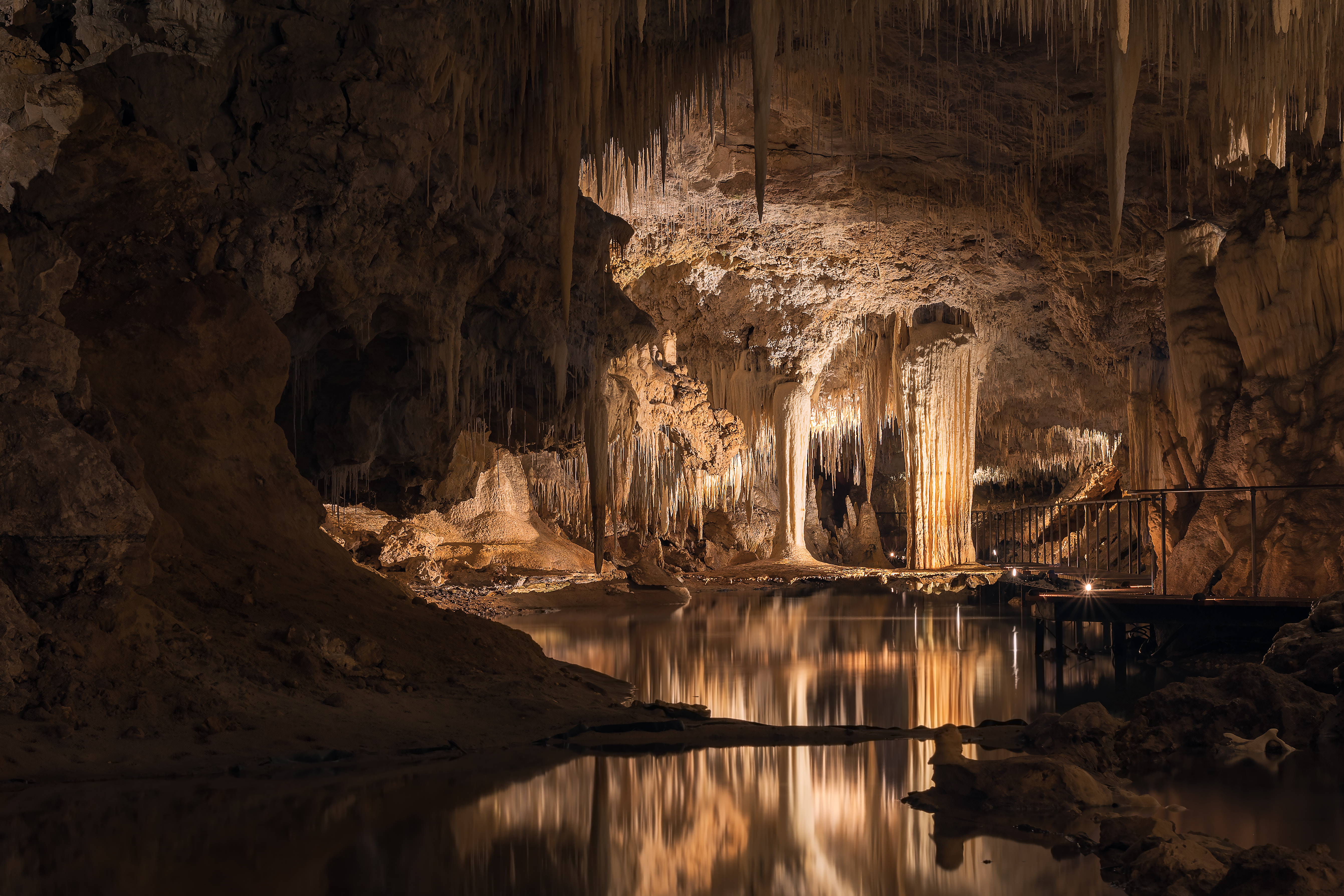
Озёрная пещера

Национальный парк был создан из королевских земель вдоль хребта Лувин-Натуралисте в то время, когда основными отраслями промышленности в регионе были молочное и лесное хозяйство, и когда рост конфликтов в землепользовании возник из-за распространения виноделен, повышенной популярности хобби-ферм и другой сельскохозяйственной активности.
С тех пор многие конкурирующие виды землепользования создали сложный сценарий управления земельными ресурсами для государственных и местных органов власти, пытающихся урегулировать довольно противоречивые вопросы. Национальный парк расположен на одной из самых уязвимых земель в регионе.
Геология хребта и разнообразные растительные экосистемы ограничены рядом очень узких полос, которые следуют ориентации хребта с севера на юг.
Хребет имеет целый ряд пещер, которые проходят по всей длине хребта, включая пещеру, известная как «Логово Дьявола», которая имеет важное археологическое значение.